# Тамара Джі
Тамара Даян Вімер (англ. Tamara Diane Wimer; нар. 11 жовтня 1972, Сіетл, США) — американська співачка, продюсерка, композитор і авторка власних пісень, відома за участю в конкурсі пісні Євробачення 2008, на якому вона представляла Польщу. Виступає під псевдонімом Тамара Джі (англ. Tamara Gee), раніше була відома як Айсіс Джі (англ. Isis Gee). В даний час живе в Італії.

## Біографія

### Ранні роки
Співачка народилася 11 жовтня 1972 року в Сіетлі, штат Вашингтон, США. З 12-річного віку почала займатися вокалом у музичній школі. У 17 років перемогла в номінації «Найкращий жіночий вокал» на міжнародному конкурсі талантів в Лос-Анджелесі, США. У 19 років стала учасницею конкурсу краси «Міс Лос-Анджелес».

### Кар'єра
Тамара почала свою музичну кар'єру в 20 років, беручи участь у гастрольних турах з джазовим оркестром Тоні Беннетта. Під час гастролей країнами Азії співачка познайомилася з польським піаністом Адамом Голембіовським (пол. Adam Gołębiowski), за якого згодом вийшла заміж і переїхала до Варшави в 2004 році.
У Польщі співачка випустила альбом «Hidden Treasure» на лейблі Universal Music. Один з синглів із цього альбому, «For Life», незабаром став дуже популярним у Польщі. Крім цього Айсіс Джі працювала з німецьким діджеєм Крістофером фон Дейленом (учасником проекту Schiller), запропонувавши свою допомогу в роботі над новим альбомом «Sensucht», який в подальшому став «платиновим» у Німеччині.
Виконавиця також брала участь у польському аналогові шоу «Dancing with the Stars», на якому посіла п'яте місце (з чотирнадцяти).

### Євробачення-2008
У 2008 році Айсіс Джі брала участь у польському пісенному конкурсі «Piosenka dla Europy», який є національним відбірковим конкурсом, за підсумком якого обирається учасник від Польщі на конкурс Євробачення. Співачка виграла цей конкурс з піснею «For Life», отримавши найбільшу кількість голосів телеглядачів і журі. На міжнародному пісенному конкурсі співачка виступила у першому півфіналі, фінішувавши десятою, і була допущена у фінал професійними журі конкурсу. Проте вже у фіналі співачці пощастило менше — з результатом 14 балів композиція «For Life» зайняла останнє місце, розділивши свою позицію з Німеччиною (No Angels) та Великою Британією (Енді Ейбрахам).
Після проведення Євробачення сингл «For life» посів третє місце в Polish Single Chart.

### Особисте життя
Айсис Джі разом з чоловіком переїхала в Італію. Крім музичної кар'єри виконавиця також є власницею елітного парфумерного салону.

## Дискографія

### Альбоми
- Phantom Suite (demo, 2002)
- Hidden Treasure (2007)
- Christmas Angel (2008)

### Сингли
- Hidden Treasure (2007)
- What You See (2007)
- For Life (2008)
- Fate (2008)
- Christmas Angel (2008)
- Times of Change (2009)
- Too Far From Here (2009)
- Live (2010)
- How About That (2011)